# Un crimen perfecto
Un crimen perfecto (título original: A Perfect Murder) es una película de suspenso estadounidense de 1998 dirigida por Andrew Davis y protagonizada por Michael Douglas, Gwyneth Paltrow y Viggo Mortensen.
La película está basada en una obra de teatro de Frederick Knott, que ya fue adaptada para el cine por Alfred Hitchcock y en la que el director Andrew Davis introdujo varios cambios con respecto a la original, que pueden ser vistos especialmente en el final de la película y en la historia de infidelidad de la protagonista.

## Argumento
Steven Taylor es un financiero de éxito en Wall Street. Gracias a ello él es un hombre multimillonario. SIn embargo sus negocios ahora no atraviesan por una buena situación. Tampoco su vida personal funciona bien. Está casado con Emily Bradfrod Taylor, una mujer joven, guapa y adinerada, con la que mantiene una más que correcta relación que en realidad aparenta lo que no es.
Por su lado Emily es una brillante profesional de la ONU, que mantiene desde hace algún tiempo un apasionado idilio con el pintor David Shaw, artista cosmopolita y de turbio pasado que llena sus carencias afectivas.
Cuando Steven finalmente descubre la infidelidad de Emily, él entonces investiga el pasado del artista, le visita en su apartamento y le informa del resultado de sus averiguaciones. El financiero ha descubierto gracias a sus pesquisas las falsas identidades del pintor, sus condenas en prisión y varias conquistas y estafas a mujeres ricas. Luego Steven termina ofreciéndole a David una gran cantidad de dinero por asesinar a Emily. David, acorralado, acepta el trato. Sin embargo, nada sale como estaba previsto.

## Reparto
| Actor            | Personaje              |
| ---------------- | ---------------------- |
| Michael Douglas  | Steven Taylor          |
| Gwyneth Paltrow  | Emily Bradford Taylor  |
| Viggo Mortensen  | David Shaw             |
| David Suchet     | Mohamed Karaman        |
| Sarita Choudhury | Raquel Martinez        |
| Michael P. Moran | Bobby Fain             |
| Novella Nelson   | Embajadora Alice Wills |
| Constance Towers | Sandra Bradford        |
| Will Lyman       | Jason Gates            |
| Maeve McGuire    | Ann Gates              |

## Producción
La película se filmó Nueva York (Manhattan, Brooklyn y el puerto de Nueva York) y en Nueva Jersey, y se estrenó en Estados Unidos el 5 de junio de 1998.

## Recepción
En el presente la obra cinematográfica ha sido valorada en portales cinematográficos y por críticos profesionales. En IMDb, con aproximadamente 91 000 votos registrados por parte de los usuarios, la película obtiene una media ponderada de 6,6 sobre 10. En cuanto a Rotten Tomatoes, los más de 50 000 votos registrados en el portal dieron a este filme una valoración media de 3,3 de 5, mientras que los 55 críticos profesionales, que valoraron la película en ese portal, le dieron una valoración media de 6,2 de 10 llegando al consenso, de que el filme es un thriller ingenioso, que se basa aun así demasiado en eventos sorpresa para generar correspondiente suspenso. También cabe destacar, que en el periódico La Vanguardia los usuarios que dieron su opinión allí le dieron a la película una aprobación del 65%.